# Муњано дел Кардинале
Муњано дел Кардинале је град у Италији, у региону Кампанија, у провинцији Авелино.
У граду живи 4.910 становника, са густином насељености од 409 становника по квадратном километру. Град је познат по базилици свете Филомене.

## Историја
Романизација територије данашње провинције Авелино се сасвим сигурно одвила у периоду између 1. вијека прије нове ере и 1. вијека нове ере, када је земља одузимана власницима и додјељивана римским ратним ветеранима, у складу са обичајима тог времена. Током времена, нека од ових имања су постајала велика и значајна, те су се одржала и до дан данас. Стручњаци сматрају да је име једног од ових имања, односно њиховог раног власника Мунијануса, дало име данашњем граду (Мунијанус - Мунио - Муњано).
Вјероватно најбитнији догађај у историји града био је преношење реликвија свете Филомене из Рима у Муњано дел Кардинале, 10. августа 1805. године, за шта је био заслужан свештеник Дон Франческо де Лусија. Након тога овај град је постао важно ходочасничко средиште.

## Привреда
Најбитнија грана привреде је производња кобасица, у Италији познатих по имену града (Муњано кобасице). Значајне су и производња љешника и производња вина.

## Становништво
Према резултатима пописа становништва 2011. у општини је живело 5.312 становника.
| 1931. | 1936. | 1951. | 1961. | 1971. | 1981. | 1991. | 2001. | 2011. |
| ----- | ----- | ----- | ----- | ----- | ----- | ----- | ----- | ----- |
| 3.180 | 3.463 | 4.195 | 4.773 | 4.607 | 4.894 | 4.823 | 4.910 | 5.312 |